# Le Corbeau (film, 1963)
Pour les articles homonymes, voir Le Corbeau.
Série Corman-Poe
L'Empire de la terreur
(1962) La Malédiction d'Arkham
(1963)
Pour plus de détails, voir Fiche technique et Distribution.
Le Corbeau (The Raven) est un film américain de comédie horrifique et fantastique réalisé par Roger Corman, et sorti en 1963. 
Le début du scénario est issu du poème Le Corbeau écrit par Edgar Allan Poe.

## Synopsis
Au XVe siècle, en Angleterre, le Dr Craven s'est retiré de la confrérie des magiciens pour pleurer Lenore, sa femme perdue. Un soir, il reçoit la visite d'un corbeau doué de parole. Celui-ci lui révèle avoir vu sa femme, bien vivante, dans le château du terrible sorcier Scarabus...

## Fiche technique
- Titre original : The Raven
- Titre français : Le Corbeau
- Réalisation : Roger Corman, assisté de  Jack Bohrer
- Scénario : Richard Matheson d'après Le Corbeau d'Edgar Allan Poe
- Direction artistique : Daniel Haller
- Décors : Harry Reif
- Maquillage : Ted Coodley, Betty Pedretti
- Photographie : Floyd Crosby
- Montage : Ronald Sinclair
- Effets spéciaux : Pat Dinga
- Son : John Bury Jr.
- Montage : Ronald Sinclair
- Montage son : Gene Corso
- Montage de la musique : Eve Newman (en)
- Mixage : Aldo Ferri
- Musique : Les Baxter
- Production : Roger Corman ; Samuel Z. Arkoff, James H. Nicholson (exécutifs)
- Société de production : American International Pictures
- Société de distribution : American International Pictures
- Budget : 200 000 $
- Pays d'origine : États-Unis
- Langue : anglais
- Format : Couleurs - 35 mm (Panavision) - 2,35:1 - Son mono
- Genre : fantastique
- Durée : 86 minutes
- Dates de sortie :
  - États-Unis : 25 janvier 1963
  - France : 13 novembre 1968

## Distribution
- Vincent Price (VF : Georges Aminel) : Le docteur Erasmus Craven, un magicien qui a toujours refusé l'affrontement avec Scarabus
- Peter Lorre (VF : Philippe Dumat) : Le docteur Adolphus Bedlo, un magicien médiocre transformé en corbeau par Scarabus
- Boris Karloff (VF : Jean-Henri Chambois) : Le docteur Scarabus, un magicien maléfique désireux de s'approprier les dons d'Erasmus
- Hazel Court (VF : Paule Emanuele) : Lenore Craven, la jeune épouse d'Erasmus qui a simulé la mort pour aller vivre avec Scarabus
- Olive Sturgess (en) (VF : Claude Chantal) : Estelle Craven, la fille d'Erasmus et belle-fille de Lenore, amoureuse de Rexford
- Jack Nicholson (VF : Philippe Ogouz) : Rexford Bedlo, le fils du magicien Bedlo, amoureux d'Estelle
- Connie Wallace : une servante
- William Baskin (VF : Marc de Georgi) : Grimes, le serviteur de Craven
- Aaron Saxon : Gort
- John Dierkes : Roderick Craven (non crédité)
- Mark Sheeler (non crédité)
- et, non crédité, dans le rôle du corbeau : Jim Jr.

## Autour du film
- Le Corbeau est la cinquième des huit adaptations d'histoires d'Edgar Allan Poe réalisées par Roger Corman entre 1961 et 1965. Les autres furent :

1. La Chute de la maison Usher
2. La Chambre des tortures
3. L'Enterré vivant
4. L'Empire de la terreur
5. Le Corbeau
6. La Malédiction d'Arkham
7. Le Masque de la mort rouge
8. La Tombe de Ligeia